# Rundqvistita-(Ce)
La rundqvistita-(Ce) és un mineral de la classe dels silicats. Rep el nom de Dmitry Rundqvist (1930–2022), un destacat geòleg rus i expert en la geologia dels jaciments minerals, metal·logènia i mineralogia de les roques del Precambrià.

## Característiques
La rundqvistita-(Ce) és un silicat de fórmula química Na₃(Sr₃Ce)[Zn₂Si₈O₂₄]. Va ser aprovada com a espècie vàlida per l'Associació Mineralògica Internacional en el mes de febrer de l'any 2024. Va ser publicada a la revista internacional Mineralogical Magazine per Atali A. Agakhanov et al. en el mes de novembre de 2024 amb el títol «Rundqvistite-(Ce), Na₃(Sr₃Ce)(Zn₂Si₈O₂₄), a new mineral from the Darai-Pioz alkaline massif, Tien-Shan Mountains, Tajikistan: mineral description and crystal structure». Cristal·litza en el sistema monoclínic, i és isostrictural amb la vladikinita.
L'exemplar que va servir per a determinar l'espècie, el que es coneix com a material tipus, es troba conservat a les col·leccions del Museu Mineralògic Fersmann, de l'Acadèmia de Ciències de Rússia, a Moscou (Rússia), amb el número de registre: 5999/1.

## Formació i jaciments
Va ser descoberta al massís alcalí de Dara-i-Pioz, dins els Districtes de la Subordinació Republicana (Tadjikistan), sent aquest indret l'únic de tot el planeta on ha estat descrita aquesta espècie mineral.